# 2092 Суміана
2092 Суміана (2092 Sumiana) — астероїд головного поясу, відкритий 16 жовтня 1969 року.
Тіссеранів параметр щодо Юпітера — 3,304.
Назва від міста Суми в Україні.